# Эхо войны (памятник)
Памятник «Эхо войны» сооружен в городе Кириши в знак памяти обо всех разрушенных за годы Великой Отечественной войны домах. Расположен у пересечения Волховской набережной с Ленинградской улицей (сквер «Эхо войны»).
По территории города Кириши в годы войны проходила линия Ленинградского фронта. В Киришах шли наиболее ожесточённые бои в декабре 1941 года, во время которых была разрушена большая часть городских построек. В целом линия фронта постоянно проходила через Кириши около двух лет.
Фрагмент стены, которая была превращена в памятник — единственный фрагмент здания довоенной постройки в Киришах. До начала Великой Отечественной войны в этом доме располагалась котельная завода стандартного домостроения. Также в некоторых источниках встречается утверждение, что в здании располагалась фабрика игрушек.
Памятник был открыт в 1967 году.
В единую Книгу Памяти памятник был занесён под номером 08003 в январе 2012 года.

## Описание памятника
Памятник представляет собой уцелевший фрагмент довоенного здания, располагавшегося на этом месте. Под бомбёжками выстояли два фрагмента стены из красного клинкерного кирпича, около одной из них организована смотровая площадка, позволяющая подняться наверх и увидеть мемориальные руины дома с высоты.
Также около стены уцелел фрагмент фундамента дома, который также был сохранён и вошёл в состав мемориального комплекса.
На фрагменте фундамента размещается памятная серая стела, на которой помещена металлическая пластина со отрывком стихотворения Алексея Суркова:

Возвысьте голос, честные люди,

Пока не взревели глотки орудий

И стены не пали ниц,

Возвысьте голос, честные люди,

Сорвите маски с убийц

## Фотогалерея

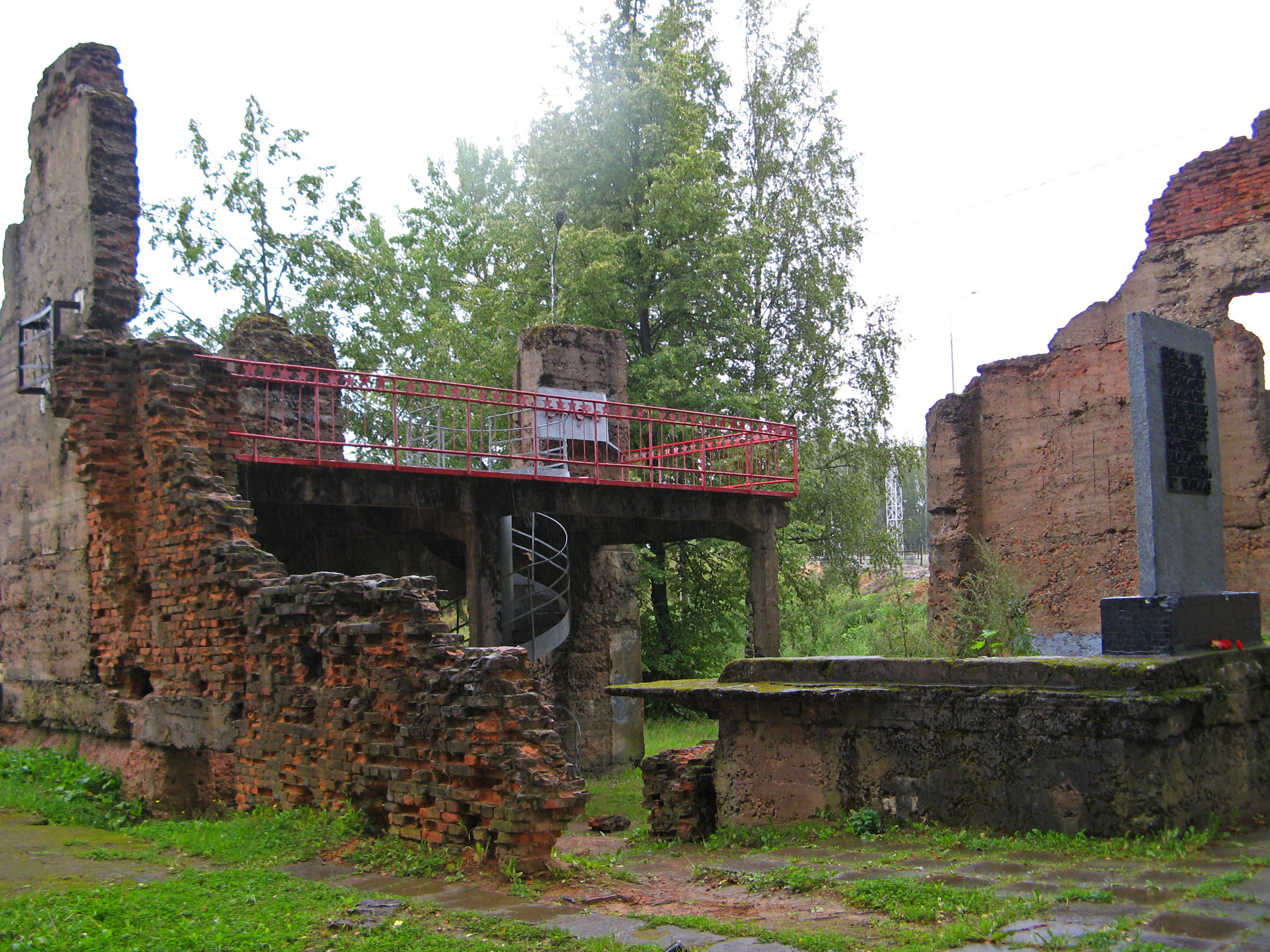
Общий вид
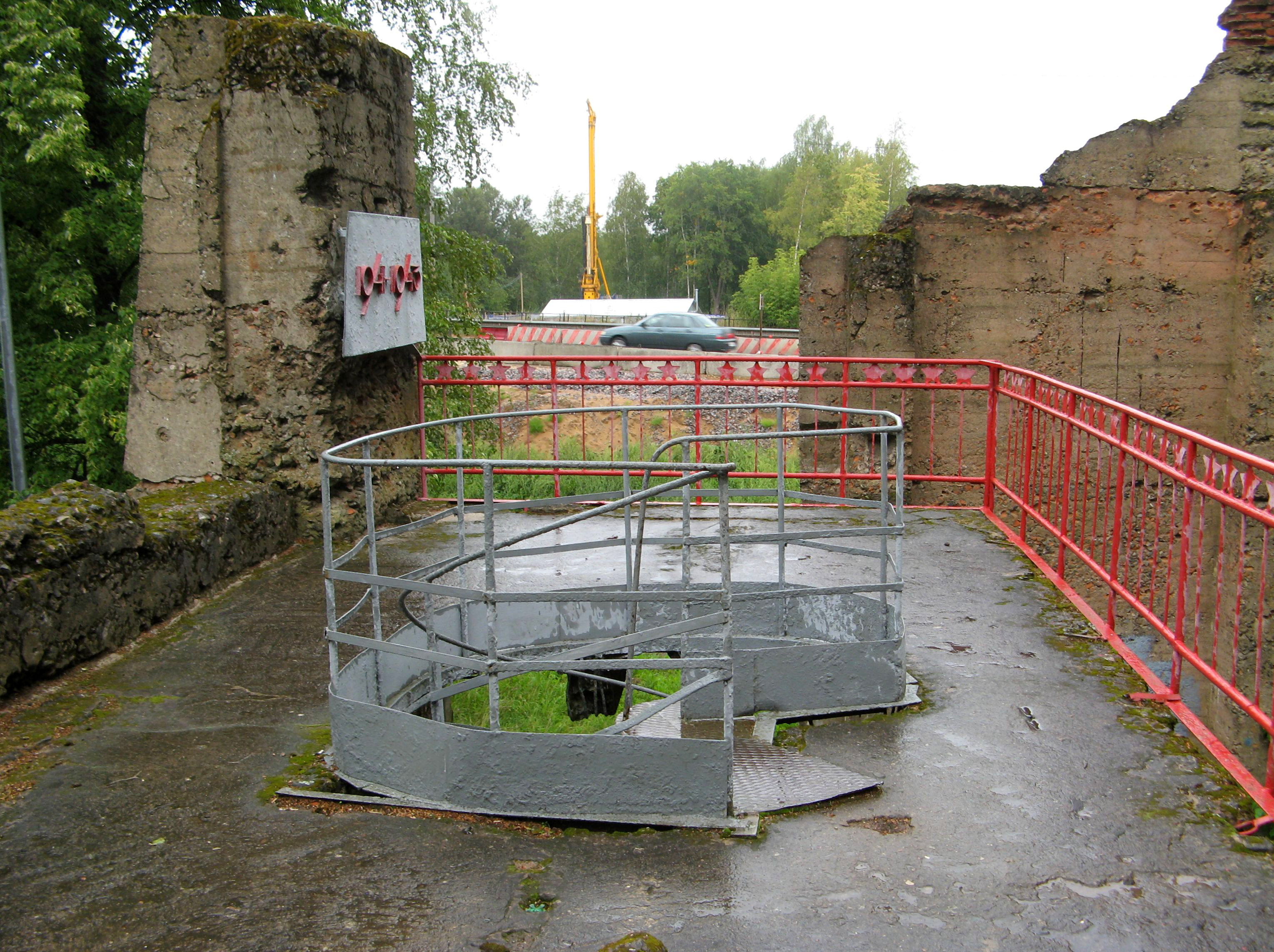
На смотровой площадке
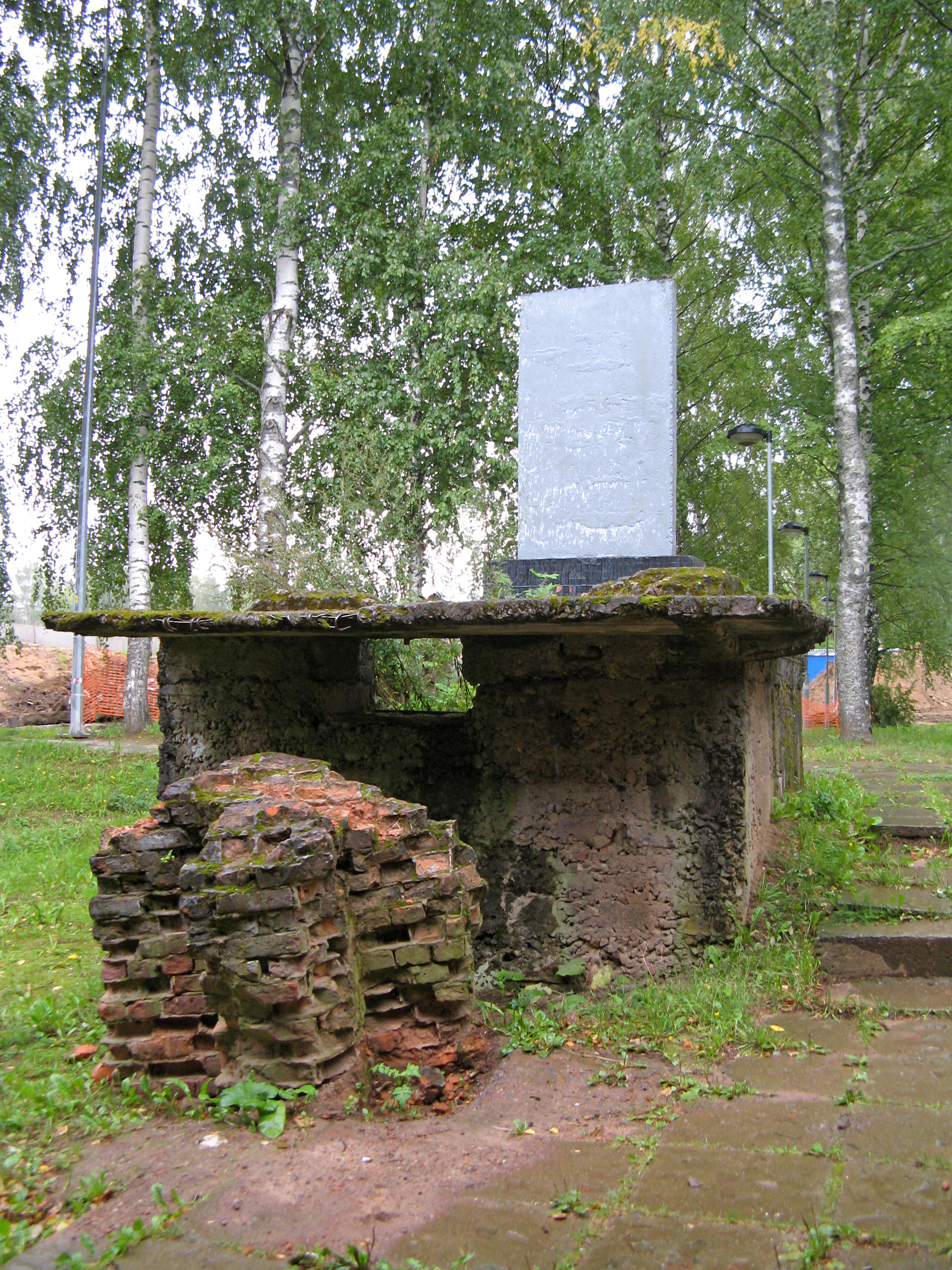
Фундамент со стелой
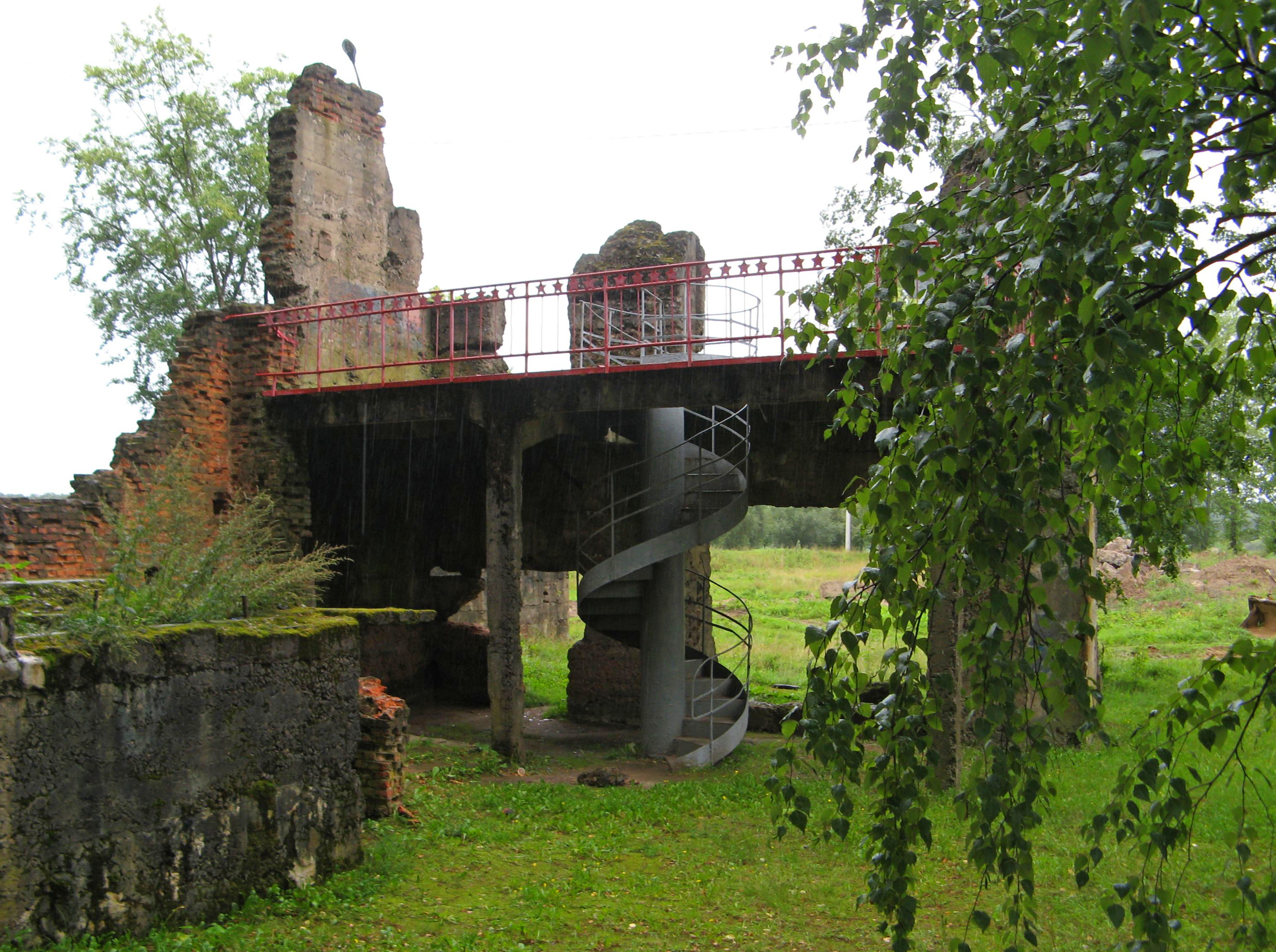
Вид сзади